# Шарабаева, Умсынай
Умсынай Шарабаева (каз. Үнзетай Шарабаева, 1911 год, аул Красно-Восток, Копальский уезд, Российская империя — дата и место смерти неизвестны) — колхозница, Герой Социалистического Труда (1948).

## Биография
Родилась в 1911 году в ауле Красно-Восток (ныне — Каратальский район, Жетысуская область, Казахстан).
В 1936 году вступила в колхоз «Аян» Каратальского района Джамбулской области. Первоначально работала рядовой колхозницей. В 1943 году была назначена звеньевой свекловодческого звена.
С 1943 года свекловодческое звено под руководством Умсынай Шарабаевой перевыполняла план по уборке сахарной свеклы. В 1945 году звено собрало по 330 центнеров сахарной свеклы с каждого гектара, в 1946 — по 330 центнеров с каждого гектара и в 1947 году — по 500 центнеров сахарной свеклы с каждого гектара. За этот доблестный труд она была удостоена в 1948 году звания Героя Социалистического Труда.
В 1960-е годы работала чабаном в овцеводческом совхозе «1-е мая».

## Награды
- Герой Социалистического Труда (1948)
- Орден Ленина (1948)
- Медаль «За доблестный труд в Великой Отечественной войне 1941—1945 гг.»